# Wijken en buurten in Roerdalen
De Nederlandse gemeente Roerdalen is voor statistische doeleinden onderverdeeld in wijken en buurten. De gemeente is verdeeld in de volgende statistische wijken:
- Wijk 00 Melick en Herkenbosch (CBS-wijkcode:166900)
- Wijk 01 Vlodrop (CBS-wijkcode:166901)
- Wijk 02 Posterholt (CBS-wijkcode:166902)

Een statistische wijk kan bestaan uit meerdere buurten. Onderstaande tabel geeft de buurtindeling met kentallen volgens het Centraal Bureau voor de Statistiek (2008):
| CBS-buurtcode | Buurtnaam                     | Inwonertal | Opp. totaal (ha) | Opp. land (ha) | Ligging                |
| ------------- | ----------------------------- | ---------- | ---------------- | -------------- | ---------------------- |
| BU16690000    | Melick                        | 3670       | 266              | 261            | Locatie in de gemeente |
| BU16690001    | Herkenbosch                   | 3870       | 320              | 317            | Locatie in de gemeente |
| BU16690008    | Verspreide huizen Herkenbosch | 270        | 1605             | 1602           | Locatie in de gemeente |
| BU16690009    | Verspreide huizen Melick      | 30         | 349              | 342            | Locatie in de gemeente |
| BU16690100    | Vlodrop                       | 1930       | 129              | 125            | Locatie in de gemeente |
| BU16690101    | Etsberg                       | 240        | 157              | 155            | Locatie in de gemeente |
| BU16690109    | Verspreide huizen Vlodrop     | 340        | 1611             | 1598           | Locatie in de gemeente |
| BU16690200    | Posterholt De Donk            | 1330       | 301              | 301            | Locatie in de gemeente |
| BU16690201    | Holst                         | 90         | 305              | 304            | Locatie in de gemeente |
| BU16690202    | Posterholt-Dorp               | 1800       | 137              | 137            | Locatie in de gemeente |
| BU16690203    | Voorst-Voorsterveld           | 110        | 120              | 120            | Locatie in de gemeente |
| BU16690204    | Posterholt De Winkel          | 860        | 342              | 342            | Locatie in de gemeente |
| BU16690205    | Sint Odiliënberg              | 3040       | 304              | 303            | Locatie in de gemeente |
| BU16690206    | Reutje                        | 230        | 413              | 413            | Locatie in de gemeente |
| BU16690207    | Paarlo                        | 50         | 263              | 255            | Locatie in de gemeente |
| BU16690208    | Lerop                         | 160        | 1133             | 1126           | Locatie in de gemeente |
| BU16690209    | Montfort                      | 1800       | 632              | 631            | Locatie in de gemeente |
| BU16690210    | Aan de Berg                   | 1340       | 478              | 478            | Locatie in de gemeente |